# Europastraße 60
Die Europastraße 60 (kurz: E 60) ist eine Europastraße. Sie führt von Brest in Frankreich an der Atlantikküste nach Irkeschtam in Kirgisistan an der Grenze zu China.
Die Straße führt durch Frankreich, die Schweiz, Österreich, Deutschland, Ungarn, Rumänien, Georgien, Aserbaidschan, Turkmenistan, Usbekistan, Tadschikistan nach Kirgisistan.
Beim Ausbau der Straße in Georgien wurde der bedeutende archäologische Fundplatz Grakliani entdeckt.
Zwischen Rumänien und Georgien ist die Straße durch das Schwarze sowie zwischen Aserbaidschan und Turkmenistan durch das Kaspische Meer getrennt und die Überfahrt per Fähre vorgesehen.

## Verlauf

### Überblick
|               | Abschnitt                     | Strecke |
| ------------- | ----------------------------- | ------- |
| Frankreich    |                               |         |
| D 165         | Brest – Le Relecq-Kerhuon     | 5 km    |
| N 165         | Le Relecq-Kerhuon – Nantes    | 276 km  |
| A844          | Sautron – Nantes              | 8 km    |
| A11           | Nantes – Angers               | 109 km  |
| A85           | Angers – Tours                | 99 km   |
| A10           | Tours – Orléans               | 136 km  |
| A19           | Orléans – Courtenay           | 100 km  |
| A6            | Courtenay – Beaune            | 196 km  |
| A36           | Beaune – Mülhausen            | 228 km  |
| A35           | Mülhausen – Saint-Louis       | 25 km   |
| Schweiz       |                               |         |
| A3            | Basel – Birrfeld              | 60 km   |
| A1            | Birrfeld – St. Gallen         | 132 km  |
| Österreich    |                               |         |
| B202          | Höchst – Bregenz              | 10 km   |
| A14           | Bregenz – Bludenz             | 52 km   |
| S16           | Bludenz – Zams                | 62 km   |
| A12           | Zams – Kufstein               | 145 km  |
| Deutschland   |                               |         |
| A93           | Kiefersfelden – Rosenheim     | 26 km   |
| A8            | Rosenheim – Piding            | 68 km   |
| Österreich    |                               |         |
| A1            | Salzburg – Altlengbach        | 270 km  |
| A21           | Altlengbach – Vösendorf       | 37 km   |
| S1            | Vösendorf – Schwechat         | 16 km   |
| A4            | Schwechat – Nickelsdorf       | 58 km   |
| Ungarn        |                               |         |
| M1            | Hegyeshalom – Törökbálint     | 156 km  |
| M0            | Törökbálint – Üllő            | 41 km   |
| M4            | Üllő – Szolnok                | 69 km   |
| F4            | Szolnok – Püspökladány        | 88 km   |
| F42           | Püspökladány – Biharkeresztes | 63 km   |
| Rumänien      |                               |         |
| DN1           | Oradea – Turda                | 201 km  |
| DN15          | Turda – Târgu Mureș           | 77 km   |
| DN13          | Târgu Mureș – Brașov          | 169 km  |
| DN1           | Brașov – Bukarest             | 196 km  |
| DN2           | Bukarest – Urziceni           | 56 km   |
| DN2A          | Urziceni – Constanța          | 216 km  |
| Georgien      |                               |         |
| S2            | Poti – Senaki                 | 31 km   |
| S1            | Senaki – Tiflis               | 312 km  |
| S4            | Tiflis – Rustawi              | 39 km   |
| Aserbaidschan |                               |         |
| M2            | Qazax – Baku                  | 504 km  |
| Turkmenistan  |                               |         |
| M37           | Türkmenbaşy – Türkmenabat     | 1246 km |
| Usbekistan    |                               |         |
| M37           | Olot – Buxoro                 | 99 km   |
| A380          | Buxoro – G'uzor               | 225 km  |
| M39           | G'uzor – Termiz               | 218 km  |
| M41           | Termiz – Denov                | 181 km  |
| Tadschikistan |                               |         |
| M41           | Tursunsoda – Humdon           | 217 km  |
| A372          | Humdon – Sarigon              | 187 km  |
| Kirgisistan   |                               |         |
| A372          | Karamyk – Sarytasch           | 136 km  |
| A371          | Sarytasch – Irkeschtam        | 70 km   |

- Frankreich (Brest, Lorient, Vannes, Nantes, Angers, Tours, Orléans, Montargis, Auxerre, Beaune, Dole, Besançon, Belfort und Mülhausen)
- Schweiz (Basel, Zürich, Winterthur, St. Gallen und St. Margrethen)
- Österreich (Bregenz, Lauterach, Feldkirch, Landeck, Telfs, Innsbruck)
- Deutschland (Rosenheim, Bad Reichenhall/Piding)
- Österreich (Salzburg, Sattledt, Linz, St. Pölten, Wien und Nickelsdorf),
- Ungarn (Mosonmagyaróvár, Győr, Budapest, Szolnok und Ártánd)
- Rumänien (Oradea, Cluj-Napoca, Turda, Târgu Mureș, Sighișoara, Brașov, Ploiești, Bukarest, Urziceni, Slobozia, Constanța, Agigea)
- Georgien (Poti, Senaki, Samtredia, Kutaissi, Chaschuri, Gori, Tiflis, Rustawi)
- Aserbaidschan (Qazax, Gəncə, Yevlax, Baku)
- Turkmenistan (Türkmenbaşy, Gyzylarbat, Aşgabat, Tejen, Mary, Baýramaly, Türkmenabat)
- Usbekistan (Olot, Buxoro, Qarshi, Gʻuzor, Sherobod, Termiz, Jarqoʻrgʻon, Qumqoʻrgʻon, Denov)
- Tadschikistan (Tursunsoda, Hissor, Duschanbe, Wahdat, Faisobod, Obigarm, Gharm, Wahdat/Dschirgatol)
- Kirgisistan (Sarytasch und Irkeschtam)

## Eindrücke von der Strecke

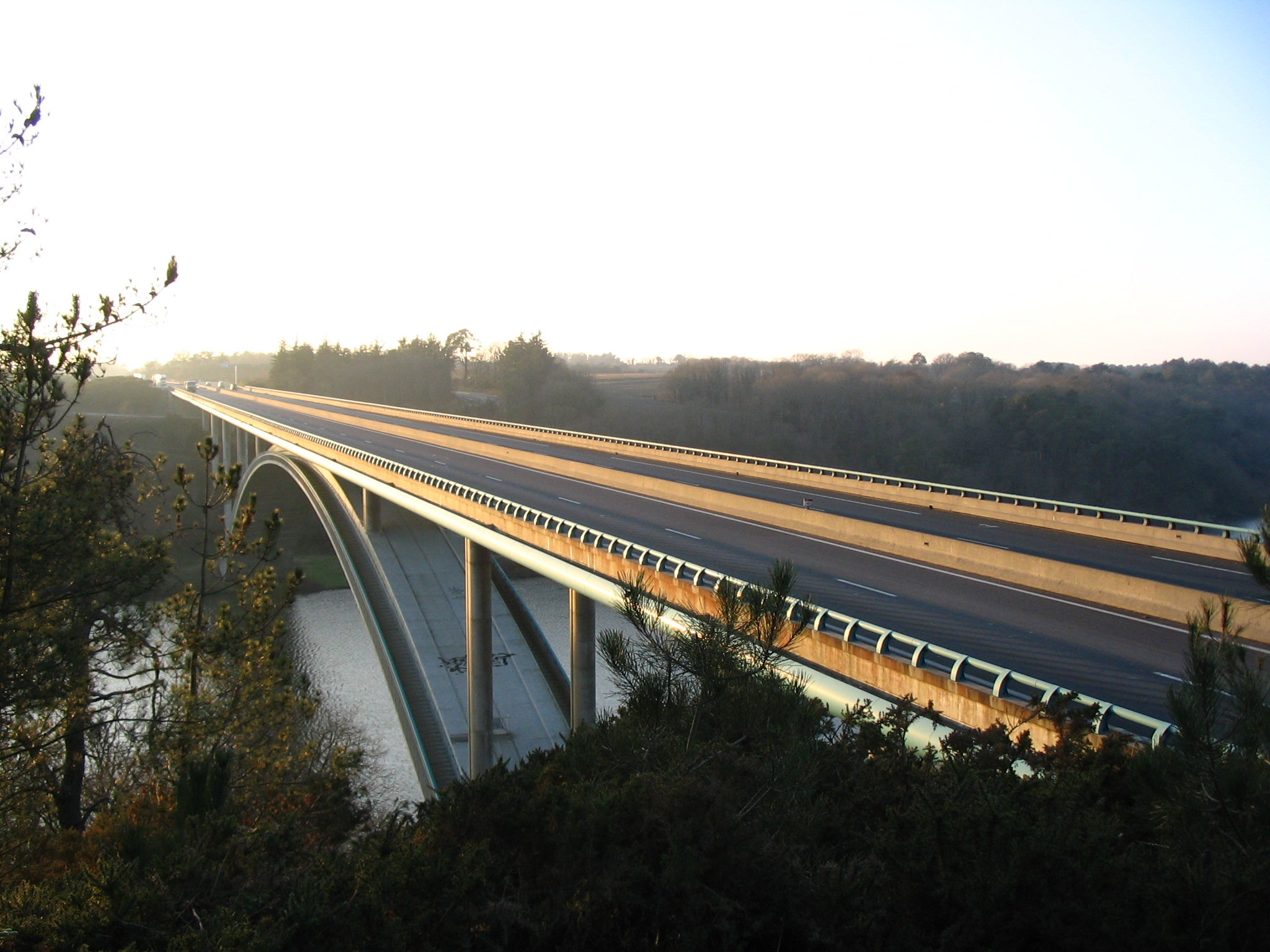
Pont du Morbihan im Verlauf der E 60 bei La Roche-Bernard, Frankreich
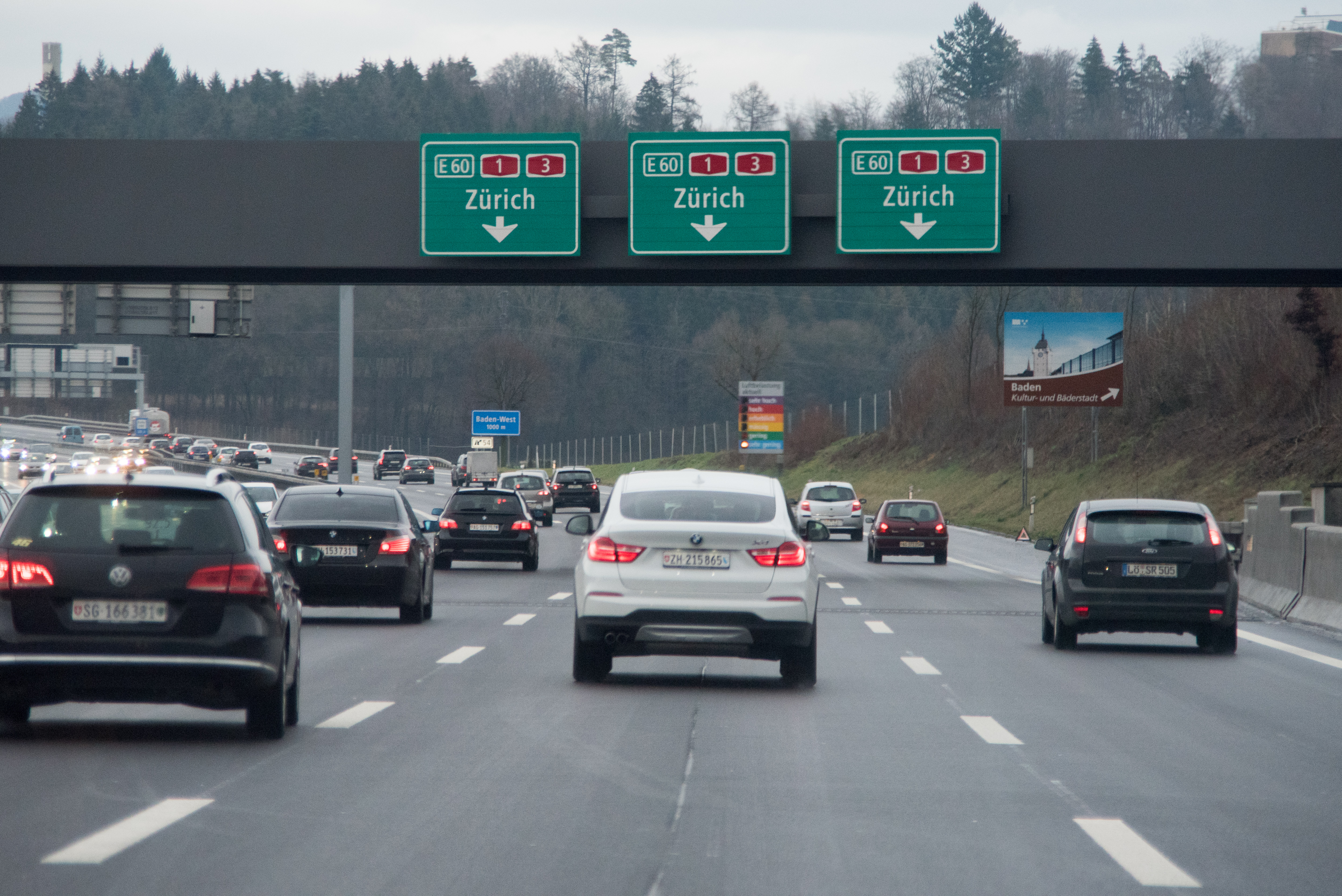
E 60 als Autobahn A1 bei Baden in der Schweiz
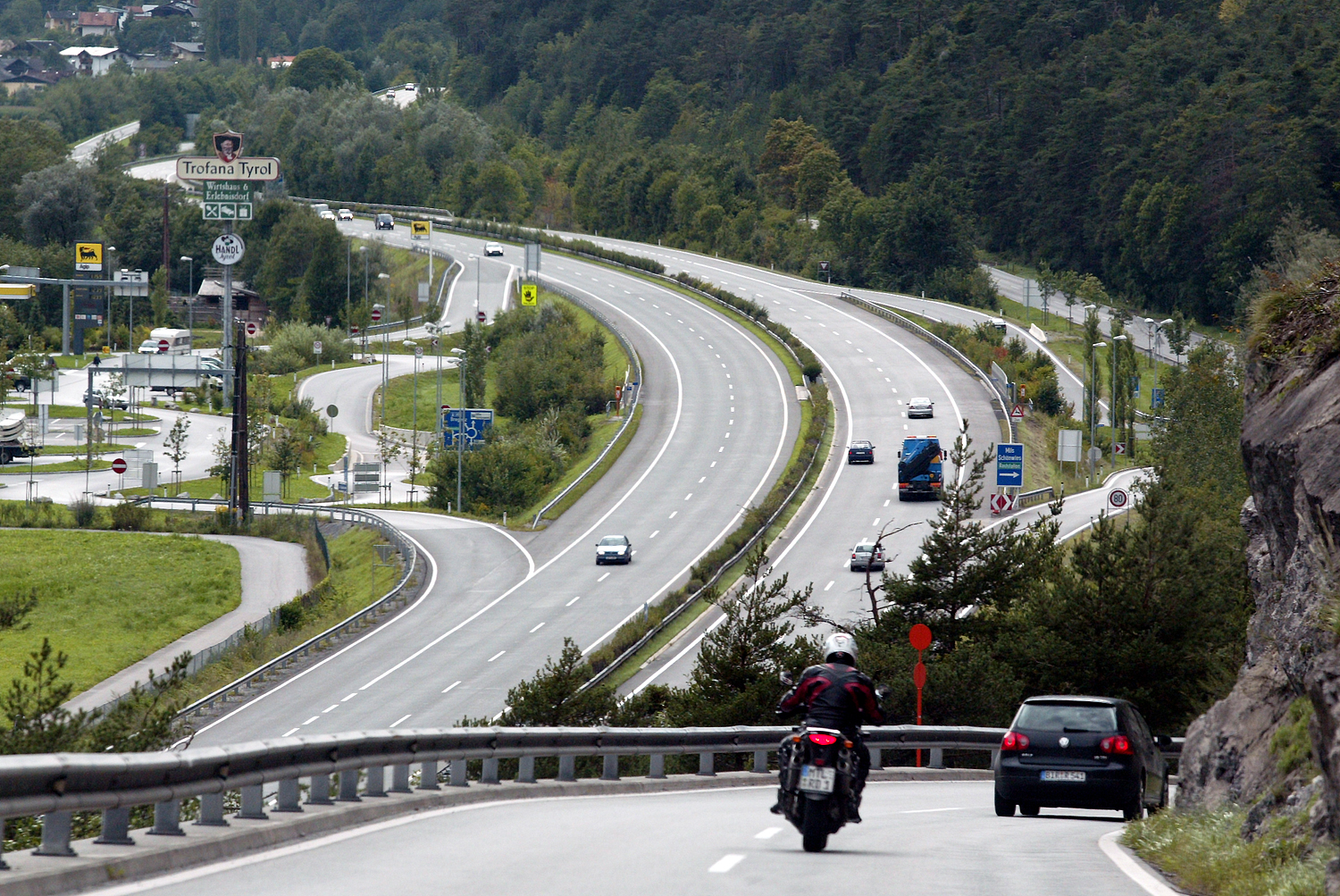
E 60 als Inntal Autobahn (A12) bei Mils in Österreich
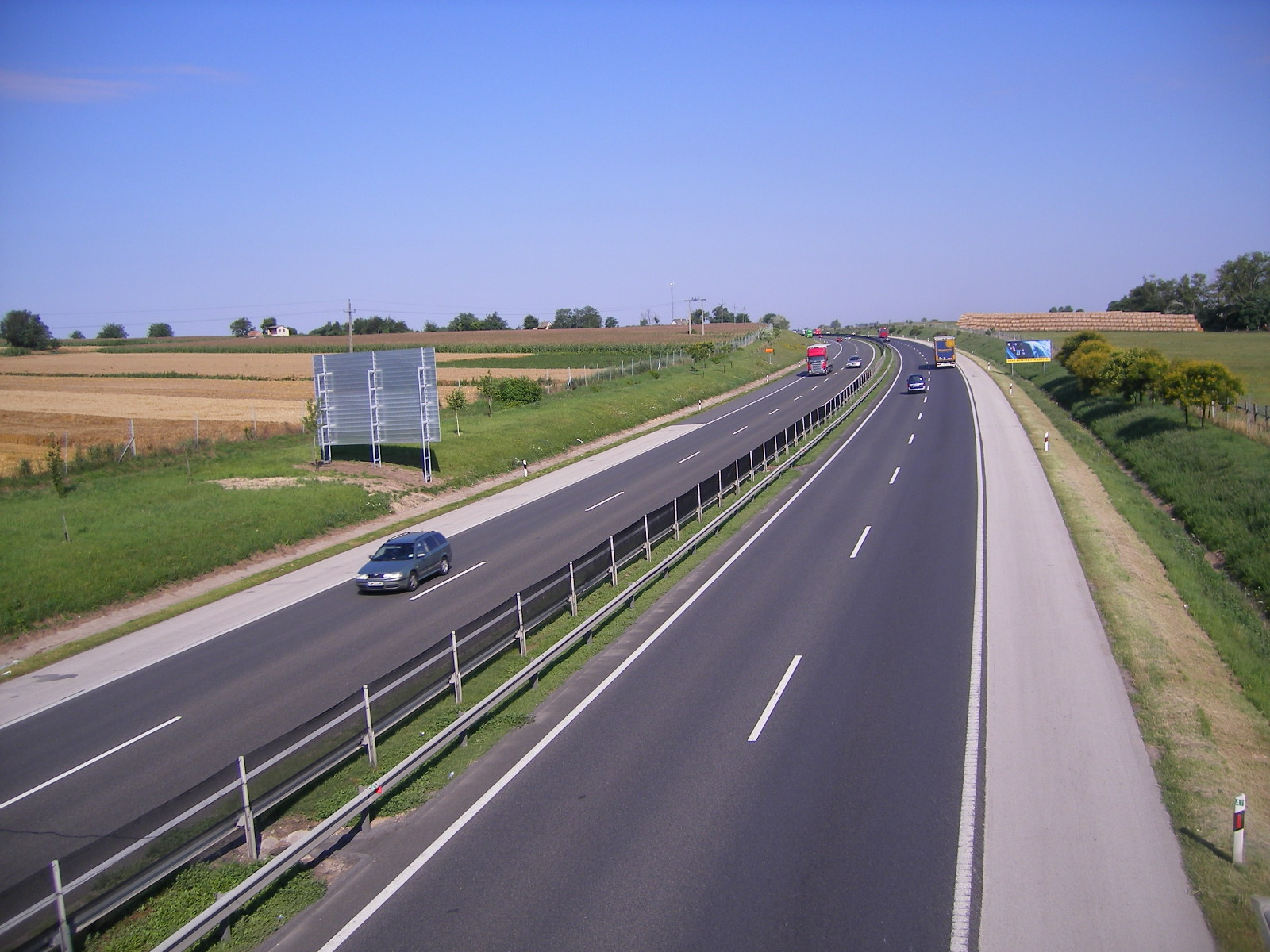
E 60 als Autobahn M1 in Ungarn
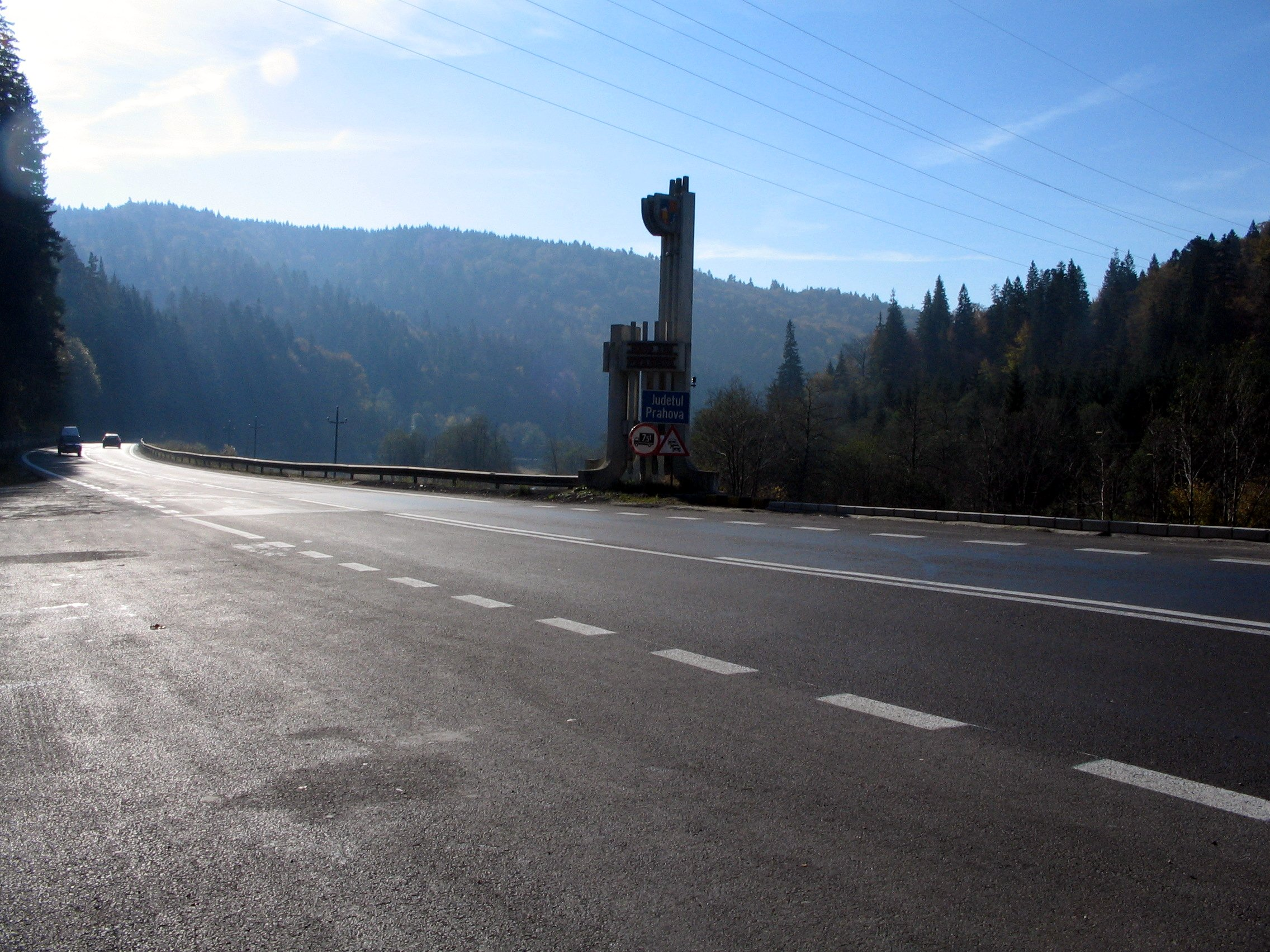
E 60 bei Brașov, Rumänien
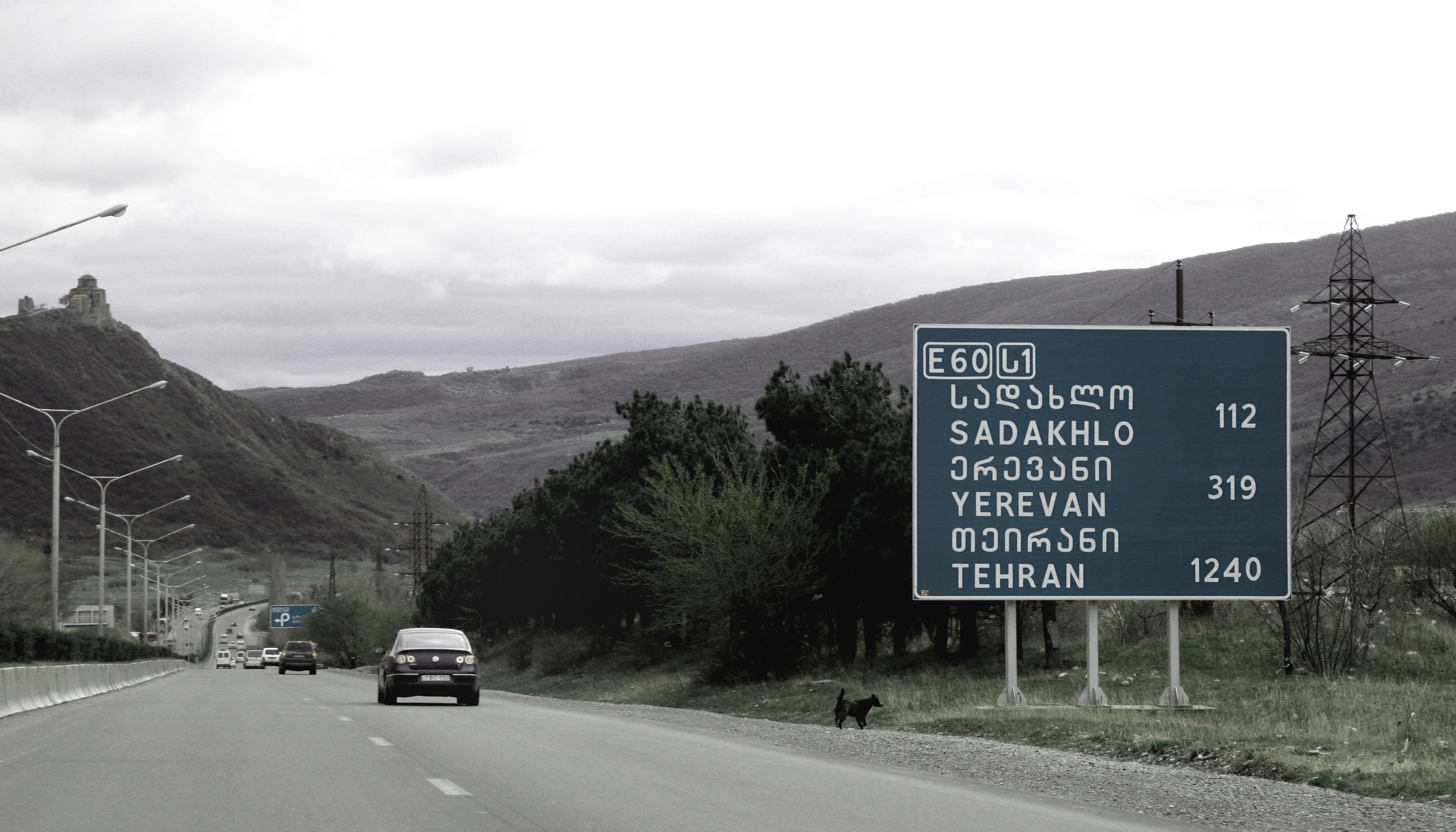
E 60, Georgien
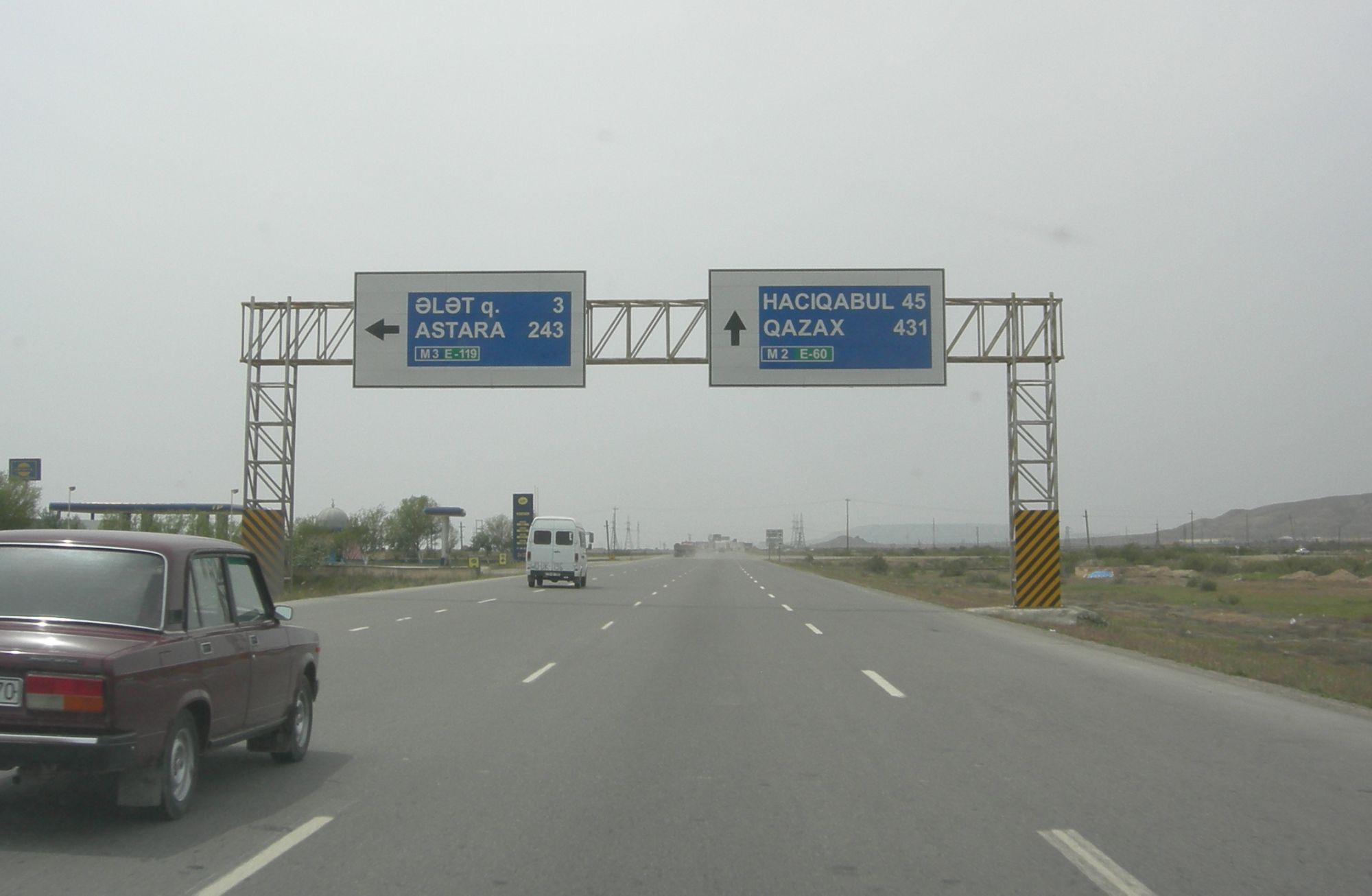
Abzweig der E 119 von der E 60 südlich von Baku, Aserbaidschan
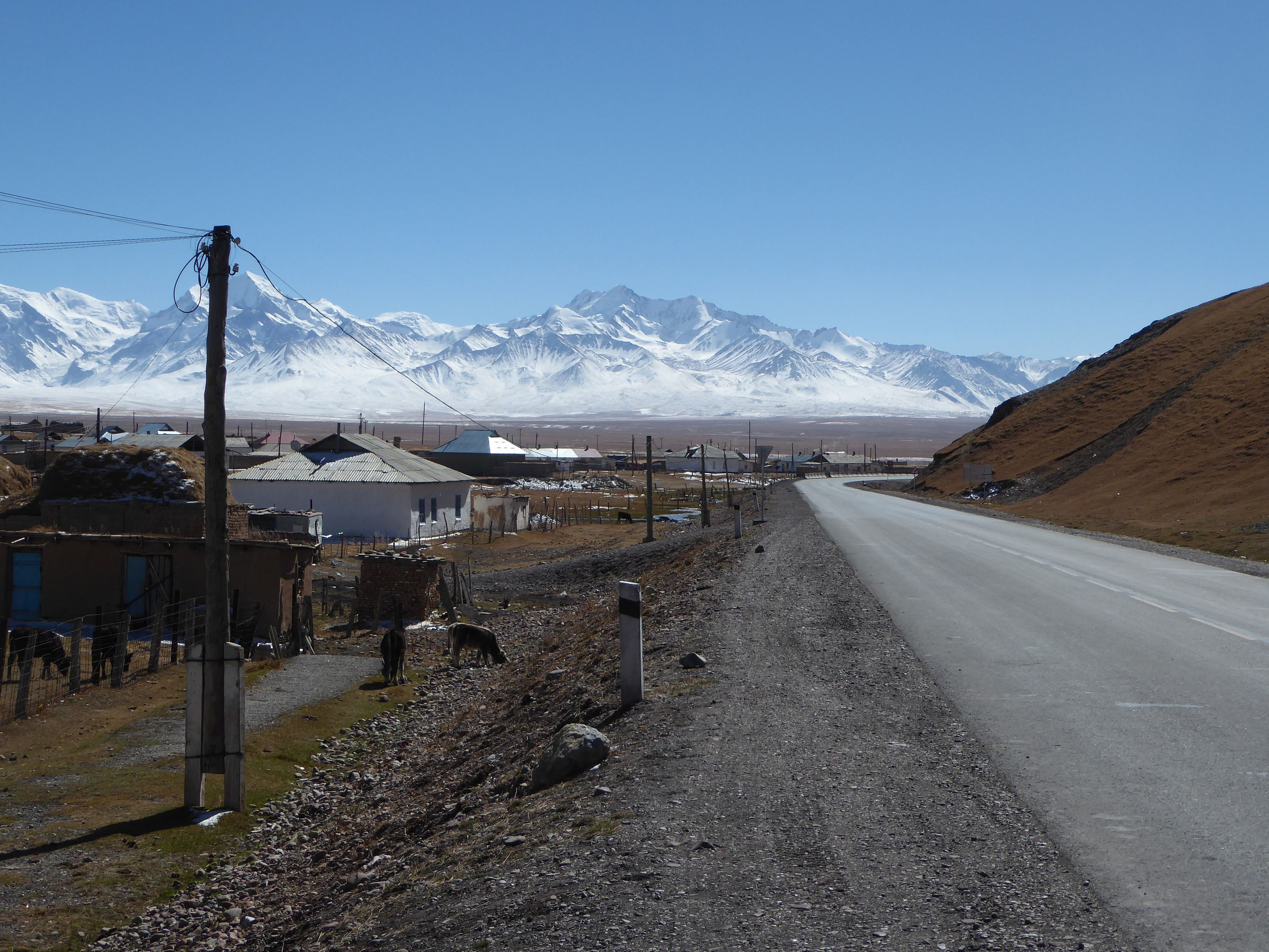
E 60 in Kirgistan im Pamir